# La Comarca d’Olot
La Comarca d'Olot, fundada el 18 de gener de 1979, és la capçalera degana de la premsa comarcal de la Garrotxa.
A través de les seves pàgines, aquest setmanari narra l'actualitat garrotxina mitjançant articles, entrevistes, columnes d'opinió i reportatges. Amb un equip format per una desena de professionals de la comunicació, periodistes, dissenyadors gràfics i col·laboradors de l'escena cultural, política i social garrotxina, des de fa 40 anys cada dijous desgrana la realitat des de diverses vessants, perspectives i enfocaments.
De mitjana, el setmanari té una tirada de més de 2.500 exemplars que es reparteixen per una quarantena de punts de venda com quioscos, estancs, llibreries, supermercats o botigues. Al mateix temps, cada número té un impacte de més de 24.500 visualitzacions, tal com detalla l'informe d'EGM-Baròmetre de Catalunya de la Generalitat.
Distingit el 2017 com el millor mitjà local i comarcal de Catalunya per la Federació d'Associacions d'Editors de Premsa, Revistes i Mitjans Digitals, l'any 2019 – en el marc de la commemoració del 40è aniversari del setmanari – el seu director també va ser va guardonat amb el Premi Jove Empresari per la renovació gràfica del setmanari així com la creació del grup de comunicació Bassegoda Grup, que amplia els serveis comunicatius que el mitjà ofereix a empreses, institucions i professionals.